# 張問行 (正德進士)
張問行（1491年—？），字子書，直隸大名府內黃縣人，明朝政治人物。

## 生平
正德十四年（1519年）己卯科順天府鄉試第二十六名，正德十六年（1521年）辛巳科進士，授知縣，四年十月选授山东道试監察御史，五年十月巡视京营，七年巡按山东，九月巡按浙江，八年九月坐谏织造叚匹事忤旨，謫直隸溧水縣知縣。累升河南右參議，十六年五月升陕西潼关兵备副使，升任甘肃行太仆寺卿，二十一年五月升陕西按察使，遷河南右布政使，嘉靖二十五年（1546年）五月以都察院右副都御史，巡撫延綏，十二月称病乞休，世宗以延绥地方正有事防御，而问行輙以疾求退，深负委托，罢职为民，调山西巡抚杨守谦接任。

## 家族
曾祖父張浩；祖父張明，曾任縣丞；父張聚奎，母董氏。具慶下。